# 140620 Raoulwallenberg
140620 Raoulwallenberg è un asteroide della fascia principale. Scoperto nel 2001, presenta un'orbita caratterizzata da un semiasse maggiore pari a 2,7815649 UA e da un'eccentricità di 0,0688467, inclinata di 7,24835° rispetto all'eclittica.